# Croton conspurcatus
Espèce
Croton conspurcatus est une espèce de plantes à fleurs du genre Croton et de la famille des Euphorbiaceae, présente du Mexique (Veracruz) jusqu'en Amérique centrale.
Il a pour synonyme :
- Cieca conspurcata, (Schltdl.) Kuntze
- Julocroton conspurcatus, (Schltdl.) Klotzsch
- Julocroton triqueter var. conspurcatus, (Schltdl.) Müll.Arg.